# Заговор Эксетера
Заговор Эксетера (англ. Exeter Conspiracy) — предполагаемый заговор с участием ряда английских вельмож, раскрытый в 1538 году. Его целью считалось свержение Генриха VIII и возведение на престол Генри Куртене, 1-го маркиза Эксетера. Основные участники были казнены, несколько человек получили помилование. Считается возможным, что дело о заговоре было раздуто или даже сфальсифицировано для расправы над потенциальными претендентами на корону.

## Дело о заговоре
Основной фигурой в деле о заговоре считается сэр Генри Куртене, 1-й маркиз Эксетер, — один из самых знатных и влиятельных вельмож Англии, особа королевской крови. Как сын Екатерины Йоркской, он приходился внуком королю Эдуарду IV и имел права на престол. Его жена Гертруда (урождённая Блаунт), несмотря на организованную Генрихом VIII Реформацию, оставалась ревностной католичкой, переписывалась с экс-королевой Екатериной Арагонской и поддерживала «Кентскую деву» Элизабет Бартон — монахиню, публично обвинявшую Генриха в прелюбодеянии и предрекавшую ему скорую смерть. Это бросало тень и на маркиза. Кроме того, в Корнуолле были зафиксированы призывы к восстанию, целью которого должно было стать признание за Эксетером статуса наследника короля — в ущерб его детям и племянникам.
Сэр Генри с определённого момента вёл переписку с Реджинальдом Поулом — ещё одним потомком Йорков, который на континенте открыто заявил о своих намерениях захватить корону Англии и восстановить католицизм. Брат Реджинальда Джеффри в конце 1538 года тайно приехал в Лондон, чтобы сообщить местным католикам о подготовке нового восстания. Первый министр Томас Кромвель, считавший маркиза своим конкурентом в борьбе за влияние, использовал всё это, чтобы убедить Генриха VIII в существовании опасного заговора.
В начале ноября 1538 года были арестованы и водворены в Тауэр сэр Генри, его жена и сын, а также Генри Поул, 1-й барон Монтегю (брат Реджинальда и Джеффри) и его мать Маргарет Поул, графиня Солсбери. Джеффри Поула схватили ещё в августе. Обоих лордов обвинили в государственной измене, причём единственным доказательством стала их переписка с Реджинальдом Поулом. Они заявили о своём согласии с действиями Реджинальда и были приговорены к отсечению головы (Поул 2 декабря, Куртене — 3 декабря). Маркиз был обезглавлен 9 декабря, барон — 9 января 1539 года. Помимо них, были казнены сэр Эдуард Невилл и сэр Николас Кэрью, а Реджинальда Поула осудили заочно. Джеффри Поул и Томас Уэст, 9-й барон де Ла Варр, получили помилование. Следствие по делу Маргарет Поул затянулось, но 27 мая 1541 года она всё же была обезглавлена по приказу короля. Сын Эксетера Эдуард провёл в тюрьме почти всю жизнь, выйдя на свободу только в 1553 году.
Существует мнение, что дело о заговоре было раздуто или даже полностью сфальсифицировано приближёнными Генриха VIII — Томасом Кромвелем и Ричардом Ричем.